# Anna Iwanowna Abrikossowa

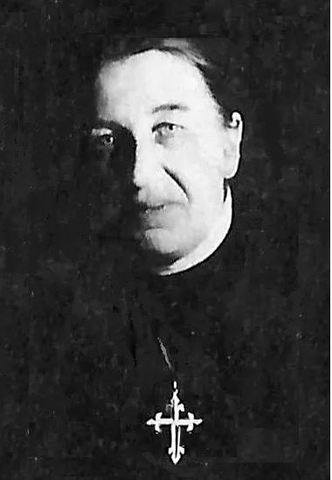
Anna Iwanowna Abrikossowa

Anna Iwanowna Abrikossowa (russisch Анна Ивановна Абрикосова; wiss. Transliteration Anna Ivanovna Abrikosova, OPL; * 23. Januar 1882 in Kitai-Gorod, Russisches Kaiserreich; † 23. Juli 1936 in Moskau, Sowjetunion) war eine prominente Katholikin der Russischen Griechisch-katholischen Kirche und Gründerin des Dritten Dominikanerordens in Russland.

## Leben
Anna Abrikossowa wurde im Jahr 1882 in Moskau geboren. Sie entstammte einer russischen aristokratischen Kaufmannsfamilie russisch-orthodoxen Glaubens. Ihre Studienzeit absolvierte sie am Girton College in England. Nach ihrer Rückkehr nach Russland heiratete sie Wladimir Wladimirowitsch. Während eines Aufenthalts in Paris konvertierte sie am 20. Dezember 1908 in der Sankt-Magdalena-Kirche zum Katholizismus. Im Jahre 1911, manche Quellen nennen das Jahr 1913, wurde Abrikossowa ins Noviziat des Dritten Ordens des Heiligen Dominik aufgenommen und wählte den Ordensnamen Mutter Jekaterina. 1917 gründete Abrikossowa selbst eine Laiengemeinschaft der Laiendominikanerinnen in Moskau und leitete sie. Sie setzte sich in ihrem Laienapostolat unter anderem sehr für Katholikinnen ein, deren Familien die Konversion zum Katholizismus ächteten, ebenso warb sie für den katholischen Glauben in der Oberschicht Russlands. Abrikossowa war Gemeindemitglied der Russisch-Griechisch-Katholischen Kirche, ihr Ehemann, der ebenfalls zum Katholizismus konvertierte, wurde später durch den Metropoliten Andrej Scheptyzkyj zum griechisch-katholischen Priester geweiht.
Während der Christenverfolgung in der Sowjetunion wurde ihr Ehemann 1922 von der russischen kommunistischen Polizei verhaftet und zum Tode durch Erschießen verurteilt. Am 11. November 1923 wurde Anna Abrikossowa mit ihren Ordensschwestern und einigen Gemeindemitgliedern ebenfalls verhaftet. Das Gericht verurteilte sie und die ältesten Ordensschwestern zu zehn Jahren Haft, die im Gulag und in der Verbannung nach Sibirien verbüßt werden mussten. Während der Haftzeit stärkte sie ihre Ordensschwestern im katholischen Glauben und nahm sich ebenfalls durch handelnde Nächstenliebe der Inhaftierten an. Im Jahre 1932 wurde Abrikossowa im Gefängniskrankenhaus von Butyrka wegen ihrer Brustkrebserkrankung operiert und danach nach Kostroma verlegt. Wegen ihrer Erkrankung wurde sie vorzeitig im Jahre 1932 aus der Haft entlassen. In Freiheit lernte sie eine russische Katholikin namens Kamilija Kruselnizkaja kennen. Abrikossowa wurde von dieser eines Tages mit einigen weiteren Katholiken, unter ihnen befanden sich auch Priester, zu einem religiösen Lehrgespräch nach Hause eingeladen. Unter den Teilnehmerinnen befand sich auch eine kommunistische Spionin. Aufgrund ihrer Aussagen wurde Anna Abrikossowa im Jahre 1933 erneut verhaftet. Das NKWD beschuldigte sie unter anderem, an einer Verschwörung zum Attentat auf Stalin teilnehmen zu wollen, den Sturz der Kommunistischen Partei der Sowjetunion mitgeplant zu haben und die angebliche Wiederherstellung des Hauses Romanow zu unterstützen. Sie wurde samt den teilnehmenden Katholiken zu insgesamt acht Jahren Arbeitslager verurteilt.
Abrikossowas Gesundheitszustand verschlechterte sich während der Haftzeit. Am 23. Juli 1936 verstarb Anna Abrikossowa im Butyrka-Gefängniskrankenhaus im Alter von 54 Jahren. Ihr Leichnam wurde am 27. Juli 1936 eingeäschert und die Asche in einem verborgenen Massengrab auf dem Gelände des Donskoj-Klosters vergraben. Sie wurde durch die katholische Kirche zur Ehrwürdigen Dienerin Gottes erhoben, seit dem Jahre 2002 läuft ihr Seligsprechungsverfahren.